# Ana Castellain
Ana Rosa Castellain (Blumenau, 31 de agosto de 1985) é uma levantadora de peso básico brasileira, sete vezes campeã mundial. Tornou-se a principal atleta brasileira em atividade no país após entrar para o  Hall of Fame da IPF. Atualmente reside e treina na cidade de Garopaba no litoral catarinense. 
Com formação acadêmica em Educação Física trabalha como personal trainner e treinadora de atletas de powerlifting por todo país.

Material de divulgação da marca SBD Apparel patrocinador da atleta Ana Castellain, na Taiwan Fitness Expo 2018.

## Biografia
Nascida na cidade de Blumenau, a filha de Amândio Castellain e Maria Dolores Castellain interessou-se desde criança pela expressão corporal, movimento e emoção. Começou no balé aos oito anos de idade, e no ano de 1996, aos onze anos dava seus primeiros passos no atletismo. No ano seguinte inicia sua carreira esportiva como corredora permanecendo por doze anos no atletismo.

## Carreira

### Atletismo

#### 1997–2012
Iniciou sua carreira com doze anos de idade como corredora, durante essa trajetória foram várias participações nos Jogos Abertos de Santa Catarina (JASC) representando o município de Blumenau com inúmeras conquistas na modalidade. Em 2009, Ana é dispensada da equipe de Blumenau. Em 2010 a atleta continua tendo propostas de Jaraguá do Sul para fazer parte de sua equipe de atletismo. Em 2011, a levantadora de peso disputa o campeonato estadual adulto de atletismo na cidade de Itajaí, fatura a medalha de ouro no heptatlo, seria sua penúltima participação na modalidade, já que no ano de 2012 convidada pelo mesmo município encerraria de vez sua participação oficial no atletismo na cidade de Caçador, pois já há algum tempo não se dedicava mais aos treinamentos da modalidade.

### Powerlifting

#### 2006–2009
Iniciou sua participação em competições em 2006, mesmo sendo atleta da modalidade de atletismo. Sua primeira competição internacional foi em São Paulo, campeonato sul-americano de powerlifting de 2006, com apenas vinte anos de idade, pesando 54,8 kg, participou da categoria junior, foi desclassificada após três tentativas fracassadas no levantamento do supino, aprendizado que a jovem atleta levaria para o resto da vida. Em 2007, em seu primeiro pan-americano, a atleta não se intimidou e conquistou a medalha de ouro na categoria Junior e recorde no agachamento com um levantamento de 170 Kg. Em 2008, foi a vez de competir fora do país, cidade de Quito no Equador, categoria Junior, conquistou medalha de prata e recorde no supino com um levantamento de 100 Kg. Em maio de 2009, após ser dispensada da equipe de atletismo de Blumenau decidiu assumir a carreira de powerlifting profissionalmente dedicando-se exclusivamente aos treinamentos da modalidade. Nesse mesmo ano foi para os Estados Unidos em seu segundo pan-americano, medalha de ouro para o Brasil, desta vez na categoria open.

#### 2010–2013
A atleta termina o ano de 2010, conquistando o campeonato sul-americano de supino com um novo recorde sul-americano 147,5 Kg. Em 2011, mais um pan-americano e mais uma medalha de ouro, desta vez em Luján na Argentina, com quebra de recorde novamente. Para encerrar o ano a atleta conquistou a medalha de bronze em sua primeira participação em mundiais na cidade de Pilsen na República Checa.
| “                     | Uma hora alguém vai me olhar.... não importa o dia! | ” |
| — Ana Rosa Castellain |                                                     |   |

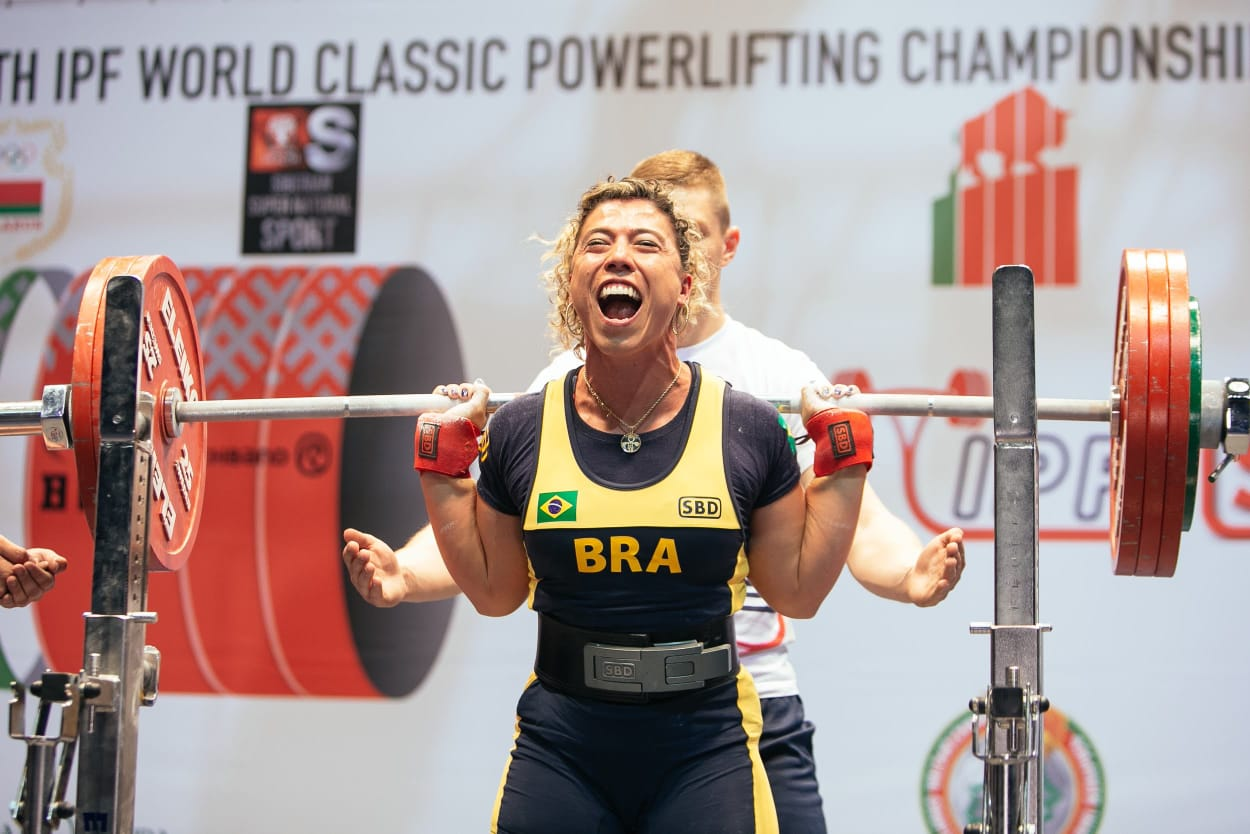
Ana durante o Powerlifting World Championship 2017

Em 2012 um sul-americano perfeito em Cáli na Colômbia garantiu a medalha de ouro com vários recordes nos levantamentos. Encerrou o ano com o seu segundo mundial na cidade de Aguadilla em Porto Rico com a medalha de prata, ainda não era dessa vez que o ouro brilharia na mão da atleta em mundiais. Em 2013, as palavras de Ana Rosa Castellain se tornam realidade, como “não olhar para uma atleta” que conquista três medalhas de ouro em competições internacionais em uma única temporada, sendo duas medalhas em mundiais (Jogos mundiais em Cáli e Campeonato mundial em Stavanger), com quebra de recorde em diversas marcas. E uma medalha no sul-americano em Quito, no Equador.

#### 2014–2017
Em 2014 inicia o primeiro semestre com medalha de ouro no campeonato brasileiro na cidade de Itu em São Paulo e termina o semestre com medalha de prata no campeonato mundial na cidade de Potchefstroom na África do Sul, consegue nesse mesmo semestre terminar o curso de bacharelado em Educação Física.  No segundo semestre inicia com medalha de ouro no campeonato sul-americano na cidade de Guayaquil no Equador e termina o semestre com medalha de prata no Colorado nos Estados Unidos. No final do ano a atleta decide mudar de Blumenau para Garopaba para buscar novas oportunidades de trabalho na sua área de formação acadêmica e intensificar seus treinamentos. Em 2015 inicia o ano com um grave acidente automobilístico. Retornou para as competições apenas em 16 de setembro de 2015 no pan-americano na cidade de Ribeirão Preto no Estado de São Paulo, foram duas medalhas de ouro, no raw e no equipado, e quebra de recorde. Em 9 de novembro medalha de prata no campeonato mundial de Powerlifting de 2015 em Luxemburgo. Em 2016 suas principais conquistas internacionais foram duas medalhas de ouro em mundiais nos Estados Unidos nas cidades de Killeen e Orlando. E um magnífico ouro no campeonato brasileiro na cidade de Curitiba no Estado do Paraná batendo todos os recordes da competição. Em 2017 uma enxurrada de medalhas de ouro: campeonato brasileiro equipado em Santo André, campeonato brasileiro raw em Ribeirão Preto, campeonato sul-americano raw em Buenos Aires e jogos mundiais em Wroclaw. E uma medalha de prata no campeonato mundial em Minsk.
| “              | Menor que meu sonho eu não posso ser | ” |
| — Lindolf Bell |                                      |   |

#### 2018–presente
Em 2018 a atleta continua a superar seus recordes são mais quatro competições e mais quatro medalhas de ouro. Em março campeonato brasileiro em Curitiba no Estado do Paraná, em junho campeonato mundial em Calgary no Canadá, em julho campeonato sul-americano em Guayaquil no Equador e em setembro uma competição européia, “Arnold Classic Europe” em Barcelona na Espanha, com a presença do astro Arnold Schwarzenegger como anfitrião do evento.
Inicia o ano de 2019 batendo o recorde brasileiro e pessoal no levantamento terra categoria até 72 kg com a marca de 212,5 kg no campeonato brasileiro realizado em Santos; venceu a competição com um total de 530 kg pesando 68.95 kg. Segunda competição importante em solo brasileiro, Arnold Classic South American, em São Paulo; novo recorde brasileiro no levantamento terra com 213 kg venceu com um total de 523 kg, tornando-se tricampeã da competição. Ana Castellain viaja no inicio da segunda quinzena de maio para o mundial de supino no Japão e na Rússia é impedida de prosseguir viagem devido o providenciamento incorreto de seu visto de entrada no Japão. Com as bagagens perdidas e sem carta de imigração permanece na Rússia sem poder cumprir rigorosamente seu cronograma de treinamentos que era treinar na Noruega até o mundial da Suécia. Depois de todas as adversidades em 10 de junho consegue chegar a Helsingborg na Suécia para o mundial. Enfrenta um dificílimo mundial onde apenas 15 quilos separaram as cinco primeiras. A atleta deixa escapar sua 13.ª medalha em mundiais após falhar em sua última pedida no levantamento terra, mesmo assim conquista ouro no supino e o quarto lugar no mundial.
Em setembro, a primeira competição após o mundial da Suécia, o campeonato sul-americano e pan-americano em Piriápolis no Uruguai. A atleta totalmente restabelecida conquista oito medalhas de ouro, sendo seis medalhas por movimento com várias quebras de recordes e duas medalhas de total com a quebra de dois recordes mundiais. No raw estabelece recorde sul-americano no agachamento com 196,5 kg, novo recorde também brasileiro e sul-americano no levantamento terra com 214,0 kg e recorde mundial com a marca de 540,5 kg de total. No equipado, novo recorde pan-americano no agachamento com 255,5 kg, no supino recorde com 180,5 kg, no levantamento terra mais um recorde com 225 kg e recorde mundial com a marca de 661,0 kg no total. Conquista da 100ª medalha de ouro em competições. 
Em 15 de fevereiro de 2020 a primeira importante competição do ano, o campeonato brasileiro em Joinville, em Santa Catarina. A atleta em fase preparatória para o Sheffield 2020 - Powerlifting Championships em março, realiza uma competição tranquila e faz o suficiente para mais uma conquista de ouro com 515 kg de total. Em março o Sheffield 2020 - Powerlifting Championships e outras competições internacionais e nacionais são adiadas devido à propagação desenfreada do coronavírus.
Em outubro de 2021 a atleta, no raw, retorna do Campeonato Mundial em Halmstad na Suécia com um modesto quarto lugar, e volta a competir a nível nacional no Campeonato Brasileiro de Powerlifting de 2021 no Rio de Janeiro. No Rio de Janeiro não teve grandes dificuldades para vencer no equipado e no raw, mostrando sua superioridade entre as atletas brasileiras. Em 10 de novembro chega o grande dia do Campeonato Mundial de Stavanger na Noruega, dessa vez no equipado, a atleta sobe no lugar mais alto do pódio para receber a sétima medalha de ouro em mundiais e bater mais um recorde mundial com 630 kg de total, na categoria -69 kg/open.

## World games
Bi-campeã mundial no World Games conquistou a medalha de ouro nos Jogos Mundiais de 2013 e 2017. Nos Jogos Mundiais de 2013 o ouro foi conquistado após bater o recorde mundial no agachamento com 248,5kg. No supino levantou 162,5kg, e no levantamento terra 200kg. Nos Jogos Mundiais de 2017, conquistou novamente o ouro na mesma categoria. 

## Vida pessoal

### Acidente automobilístico
Em 29 de janeiro de 2015 um gravíssimo acidente automobilístico por pouco não ceifa a vida da atleta. Permaneceu por 21 dias na UTI de um hospital emagrecendo treze quilos. A atleta ficou com grave sequela sendo que um dos rins foi dilacerado. Ana achou que nunca mais iria competir, pois mal conseguia andar; voltou a trabalhar e treinar depois de vários meses. Neste mesmo ano viajou para uma competição na Finlândia apenas para acompanhar atletas brasileiros. Na Finlândia observou sua adversária não melhorar e não conseguir bater suas marcas pessoais. Ana decidiu voltar ao Brasil e aos treinamentos em alto nível superando suas limitações. 

### Família
Ana Rosa possui cinco irmãos: Manoel Francisco, Xandrus Ricardo, Úrsula Maria, Emanuela Cristina e Júlio César; e seu filho, João Guilherme que já está dando os seus primeiros passos no Powerlifting.

## Estatísticas

### Medalhas de "Total"

#### Competições internacionais
| Temporada | Competições internacionais | Competições internacionais | Competições internacionais | Competições internacionais | Competições internacionais | Competições internacionais | Competições internacionais | Competições internacionais | Competições internacionais | Competições internacionais | Competições internacionais | Competições internacionais | Competições internacionais | Competições internacionais | Competições internacionais | Competições internacionais |  |   |
| Temporada | Campeonatos mundiais       | Campeonatos mundiais       | Campeonatos mundiais       | Campeonatos panamericanos  | Campeonatos panamericanos  | Campeonatos panamericanos  | Campeonatos sulamericanos  | Campeonatos sulamericanos  | Campeonatos sulamericanos  | Outros campeonatos         | Outros campeonatos         | Outros campeonatos         | Total                      | Total                      | Total                      | Total geral                |  |   |
| --------- | -------------------------- | -------------------------- | -------------------------- | -------------------------- | -------------------------- | -------------------------- | -------------------------- | -------------------------- | -------------------------- | -------------------------- | -------------------------- | -------------------------- | -------------------------- | -------------------------- | -------------------------- | -------------------------- |  | - |
| Temporada | 2021                       | 1                          |                            |                            |                            |                            |                            |                            |                            |                            |                            |                            |                            | 1                          |                            | Total geral                |  | 1 |
| 2019      |                            |                            |                            | 1                          |                            |                            | 1                          |                            |                            |                            |                            |                            | 2                          |                            |                            | 2                          |  |   |
| 2018      | 1                          |                            |                            |                            |                            |                            | 1                          |                            |                            | 1                          |                            |                            | 3                          |                            |                            | 3                          |  |   |
| 2017      | 1                          | 1                          |                            |                            |                            |                            | 1                          |                            |                            |                            |                            |                            | 2                          | 1                          |                            | 3                          |  |   |
| 2016      | 2                          |                            |                            |                            |                            |                            |                            |                            |                            |                            |                            |                            | 2                          |                            |                            | 2                          |  |   |
| 2015      |                            | 1                          |                            | 1                          |                            |                            | 1                          |                            |                            |                            |                            |                            | 2                          | 1                          |                            | 3                          |  |   |
| 2014      |                            | 2                          |                            |                            |                            |                            | 1                          |                            |                            |                            |                            |                            | 1                          | 2                          |                            | 3                          |  |   |
| 2013      | 2                          |                            |                            |                            |                            |                            | 1                          |                            |                            |                            |                            |                            | 3                          |                            |                            | 3                          |  |   |
| 2012      |                            | 1                          |                            |                            |                            |                            | 1                          |                            |                            |                            |                            |                            | 1                          | 1                          |                            | 2                          |  |   |
| 2011      |                            |                            | 1                          | 1                          |                            |                            |                            |                            |                            |                            |                            |                            | 1                          |                            | 1                          | 2                          |  |   |
| 2010      |                            |                            |                            |                            |                            |                            | 1*                         |                            |                            |                            |                            |                            | 1                          |                            |                            | 1                          |  |   |
| 2009      |                            |                            |                            | 1                          |                            |                            |                            |                            |                            |                            |                            |                            | 1                          |                            |                            | 1                          |  |   |
| 2008      |                            |                            |                            |                            |                            |                            |                            | 2                          |                            |                            |                            |                            |                            | 2                          |                            | 2                          |  |   |
| 2007      |                            |                            |                            | 1                          | 1                          |                            |                            |                            |                            |                            |                            |                            | 1                          | 1                          |                            | 2                          |  |   |
| Total     | 7                          | 5                          | 1                          | 5                          | 1                          | 0                          | 8                          | 2                          | 0                          | 1                          | 0                          | 0                          | 21                         | 8                          | 1                          | 30                         |  |   |

* sul-americano de supino

### Medalhas por "Movimento"

#### Campeonatos mundiais
| Temporada | Campeonatos mundiais | Campeonatos mundiais | Campeonatos mundiais | Campeonatos mundiais | Campeonatos mundiais | Campeonatos mundiais | Campeonatos mundiais | Campeonatos mundiais | Campeonatos mundiais | Campeonatos mundiais | Campeonatos mundiais | Campeonatos mundiais | Campeonatos mundiais |   |   |
| Temporada | Agachamento          | Agachamento          | Agachamento          | Supino               | Supino               | Supino               | Terra                | Terra                | Terra                | Total                | Total                | Total                | Total geral          |   |   |
| --------- | -------------------- | -------------------- | -------------------- | -------------------- | -------------------- | -------------------- | -------------------- | -------------------- | -------------------- | -------------------- | -------------------- | -------------------- | -------------------- | - | - |
| Temporada | 2021                 |                      | 1                    |                      | 1                    |                      | 1                    |                      |                      |                      | 1                    | 1                    | Total geral          | 1 | 3 |
| 2019      |                      |                      |                      | 1                    |                      |                      |                      |                      |                      | 1                    |                      |                      | 1                    |   |   |
| 2018      | 1                    |                      |                      | 1                    |                      |                      |                      | 1                    |                      | 2                    | 1                    |                      | 3                    |   |   |
| 2017      | 2                    |                      |                      | 2                    |                      |                      |                      |                      |                      | 4                    |                      |                      | 4                    |   |   |
| 2016      | 1                    | 1                    |                      | 1                    | 1                    |                      | 1                    |                      |                      | 3                    | 2                    |                      | 5                    |   |   |
| 2015      | 1                    |                      |                      |                      | 1                    |                      |                      |                      |                      | 1                    | 1                    |                      | 2                    |   |   |
| 2014      | 2                    |                      |                      | 2                    |                      |                      |                      | 1                    |                      | 4                    | 1                    |                      | 5                    |   |   |
| 2013      | 2                    |                      |                      | 1                    | 1                    |                      | 1                    |                      | 1                    | 4                    | 1                    | 1                    | 6                    |   |   |
| 2012      | 1                    |                      |                      |                      | 1                    |                      |                      |                      |                      | 1                    | 1                    |                      | 2                    |   |   |
| 2011      | 1                    |                      |                      |                      |                      | 1                    |                      |                      |                      | 1                    |                      | 1                    | 2                    |   |   |
| Total     | 11                   | 2                    | 0                    | 9                    | 4                    | 2                    | 2                    | 2                    | 1                    | 22                   | 8                    | 3                    | 33                   |   |   |

#### Campeonatos pan-americanos
| Temporada | Campeonatos pan-americanos | Campeonatos pan-americanos | Campeonatos pan-americanos | Campeonatos pan-americanos | Campeonatos pan-americanos | Campeonatos pan-americanos | Campeonatos pan-americanos | Campeonatos pan-americanos | Campeonatos pan-americanos | Campeonatos pan-americanos | Campeonatos pan-americanos | Campeonatos pan-americanos | Campeonatos pan-americanos |  |   |
| Temporada | Agachamento                | Agachamento                | Agachamento                | Supino                     | Supino                     | Supino                     | Terra                      | Terra                      | Terra                      | Total                      | Total                      | Total                      | Total geral                |  |   |
| --------- | -------------------------- | -------------------------- | -------------------------- | -------------------------- | -------------------------- | -------------------------- | -------------------------- | -------------------------- | -------------------------- | -------------------------- | -------------------------- | -------------------------- | -------------------------- |  | - |
| Temporada | 2019                       | 1                          |                            |                            | 1                          |                            |                            | 1                          |                            |                            | 3                          |                            | Total geral                |  | 3 |
| 2015      | 1                          |                            |                            | 1                          |                            |                            | 1                          |                            |                            | 3                          |                            |                            | 3                          |  |   |
| 2011      | 1                          |                            |                            | 1                          |                            |                            | 1                          |                            |                            | 3                          |                            |                            | 3                          |  |   |
| 2009      | 1                          |                            |                            | 1                          |                            |                            | 1                          |                            |                            | 3                          |                            |                            | 3                          |  |   |
| 2007      | 1                          | 1                          |                            | 1                          | 1                          |                            | 1                          | 1                          |                            | 3                          | 3                          |                            | 6                          |  |   |
| Total     | 5                          | 1                          | 0                          | 5                          | 1                          | 0                          | 5                          | 1                          | 0                          | 15                         | 3                          | 0                          | 18                         |  |   |

#### Campeonatos sul-americanos
| Temporada | Campeonatos sul-americanos | Campeonatos sul-americanos | Campeonatos sul-americanos | Campeonatos sul-americanos | Campeonatos sul-americanos | Campeonatos sul-americanos | Campeonatos sul-americanos | Campeonatos sul-americanos | Campeonatos sul-americanos | Campeonatos sul-americanos | Campeonatos sul-americanos | Campeonatos sul-americanos | Campeonatos sul-americanos |  |   |
| Temporada | Agachamento                | Agachamento                | Agachamento                | Supino                     | Supino                     | Supino                     | Terra                      | Terra                      | Terra                      | Total                      | Total                      | Total                      | Total geral                |  |   |
| --------- | -------------------------- | -------------------------- | -------------------------- | -------------------------- | -------------------------- | -------------------------- | -------------------------- | -------------------------- | -------------------------- | -------------------------- | -------------------------- | -------------------------- | -------------------------- |  | - |
| Temporada | 2019                       | 1                          |                            |                            | 1                          |                            |                            | 1                          |                            |                            | 3                          |                            | Total geral                |  | 3 |
| 2018      | 1                          |                            |                            | 1                          |                            |                            | 1                          |                            |                            | 3                          |                            |                            | 3                          |  |   |
| 2017      | 1                          |                            |                            | 1                          |                            |                            | 1                          |                            |                            | 3                          |                            |                            | 3                          |  |   |
| 2015      | 1                          |                            |                            | 1                          |                            |                            |                            | 1                          |                            | 2                          | 1                          |                            | 3                          |  |   |
| 2014      | 1                          |                            |                            | 1                          |                            |                            | 1                          |                            |                            | 3                          |                            |                            | 3                          |  |   |
| 2013      | 1                          |                            |                            | 1                          |                            |                            | 1                          |                            |                            | 3                          |                            |                            | 3                          |  |   |
| 2012      | 1                          |                            |                            | 1                          |                            |                            | 1                          |                            |                            | 3                          |                            |                            | 3                          |  |   |
| 2008      |                            | 2                          |                            | 2                          |                            |                            |                            | 2                          |                            | 2                          | 4                          |                            | 6                          |  |   |
| 2006      |                            | 1                          |                            |                            |                            |                            |                            | 1                          |                            |                            | 2                          |                            | 2                          |  |   |
| Total     | 7                          | 3                          | 0                          | 9                          | 0                          | 0                          | 6                          | 4                          | 0                          | 22                         | 7                          | 0                          | 29                         |  |   |

### Medalhas de ouro
| Competições Classic / Equipado | Medalhas de Ouro | Medalhas de Ouro | Medalhas de Ouro | Medalhas de Ouro | Medalhas de Ouro |
| Competições Classic / Equipado | agachamento      | supino           | terra            | de total         | total geral      |
| ------------------------------ | ---------------- | ---------------- | ---------------- | ---------------- | ---------------- |
| Campeonatos Mundiais           | 11               | 9                | 2                | 7                | 29               |
| Campeonatos Panamericanos      | 5                | 5                | 5                | 5                | 20               |
| Campeonatos Sulamericanos      | 7                | 9                | 6                | 7                | 29               |
| Campeonatos Brasileiros        |                  |                  |                  | 16               | 16               |
| Campeonatos Estaduais          |                  |                  |                  | 13               | 13               |
| Arnold Classic Brasil          |                  |                  |                  | 3                | 3                |
| Arnold Classic Europe          |                  |                  |                  | 1                | 1                |
| Totais                         | 23               | 23               | 13               | 52               | 111              |

#### Ouro 100
Conquista da 100ª medalha de ouro em competições em 18 de setembro de 2019 no Uruguai, na cidade de Piriápolis. Foi durante o Campeonato Sudamericano de Powerlifting Classic na prova de supino com a marca de 130 kg, com a idade de 34 anos e 18 dias na categoria -72 kg/open.

## Conquistas

### Principais resultados em competições

#### Mundiais
- Quadro de resultados em mundiais.[37] [38]

| Ano  | Local         | Competição                                     | Formato  | Peso / Categoria | Marcas                     | Medalha |
| ---- | ------------- | ---------------------------------------------- | -------- | ---------------- | -------------------------- | ------- |
| 2021 | Stavanger     | Campeonato Mundial de Powerlifting IPF de 2021 | equipado | -69 kg / open    | 630 kg (247,5+167,5+215)   |         |
| 2018 | Calgary       | Campeonato Mundial de Powerlifting IPF de 2018 | raw      | -72 kg / open    | 525 kg (195+130+200)       |         |
| 2017 | Wroclaw       | Jogos Mundiais de 2017                         | equipado | -72 kg / open    | 635 kg (247,5+175+212,5)   |         |
| 2017 | Minsk         | Campeonato Mundial de Powerlifting IPF de 2017 | raw      | -72 kg / open    | 531 kg (196+130+205)       |         |
| 2016 | Orlando       | Campeonato Mundial de Powerlifting IPF de 2016 | equipado | -72 kg / open    | 638 kg (250+178+210)       |         |
| 2016 | Killeen       | Campeonato Mundial de Powerlifting IPF de 2016 | raw      | -84 kg / open    | 527,5 kg (197,5+125+205)   |         |
| 2015 | Luxemburgo    | Campeonato Mundial de Powerlifting IPF de 2015 | equipado | -72 kg / open    | 620 kg (242,5+167,5+210)   |         |
| 2014 | Aurora        | Campeonato Mundial de Powerlifting IPF de 2014 | equipado | -72 kg / open    | 625 kg (247,5+170+207,5)   |         |
| 2014 | Potchefstroom | Campeonato Mundial de Powerlifting IPF de 2014 | raw      | -72 kg / open    | 508 kg (185,5+122,5+200)   |         |
| 2013 | Stavanger     | Campeonato Mundial de Powerlifting IPF de 2013 | equipado | -72 kg / open    | 642,5 kg (255+172,5+215)   |         |
| 2013 | Cáli          | Jogos Mundiais de 2013                         | equipado | -72 kg / open    | 611,0 kg (248,5+162,5+200) |         |
| 2012 | Aguadilla     | Campeonato Mundial de Powerlifting IPF de 2012 | equipado | -72 kg / open    | 615,5 kg (248+157,5+210)   |         |
| 2011 | Pilsen        | Campeonato Mundial de Powerlifting IPF de 2011 | equipado | -72 kg / open    | 582,5 kg (237,5+150+195)   |         |

Legenda:
| Recorde mundial | Recorde mundial (World record) |

#### Pan-americanos e Sul-americanos
- Quadro de resultados em pan-americanos e sul-americanos.[9] [38]

| Ano  | Local          | Competição                                       | Formato  | Peso / Categoria  | Marcas                      | Medalha |
| ---- | -------------- | ------------------------------------------------ | -------- | ----------------- | --------------------------- | ------- |
| 2019 | Piriápolis     | Campeonato Sudamericano de Powerlifting de 2019  | raw      | -72 kg / open     | 540,5 kg (196,5 +130+214 )  |         |
| 2019 | Piriápolis     | Campeonato Panamericano de Powerlifting de 2019  | equipado | -72 kg / open     | 661 kg (255,5 +180,5 +225 ) |         |
| 2018 | Guayaquil      | Campeonato Sudamericano de Powerlifting de 2018  | raw      | -72 kg / open     | 518 kg (182,5+130+205,5 )   |         |
| 2017 | Buenos Aires   | Campeonato Sudamericano de Powerlifting de 2017  | raw      | -72 kg / open     | 505 kg (182,5+132,5 +190)   |         |
| 2015 | Ribeirão Preto | Campeonato Panamericano Championships de 2015    | equipado | -72 kg / open     | 545 kg (230+165+150)        |         |
| 2015 | Ribeirão Preto | Campeonato Sudamericano Championships de 2015    | raw      | -72 kg / open     | 527,5 kg (186,5 +117,5+200) |         |
| 2014 | Guayaquil      | Campeonato Sudamericano de Powerlifting de 2014  | equipado | -72 kg / open     | 605 kg (245+160 +200)       |         |
| 2013 | Quito          | Campeonato Sudamericano de Powerlifting de 2013  | equipado | -72 kg / open     | 517,5 kg (200+115+202,5)    |         |
| 2012 | Cáli           | Campeonato Sudamericano de Powerlifting de 2012  | equipado | -72 kg / open     | 585 kg (227,5+155 +202,5 )  |         |
| 2011 | Luján          | Campeonato Panamericano de Powerlifting de 2011  | equipado | -72 kg / open     | 562,5 kg (225 +152,5 +185)  |         |
| 2010 | São Sebastião  | Campeonato Sudamer. de Fuerza en Banco de 2010   | equipado | -75 kg / open     | 147,5 kg                    |         |
| 2009 | Miami          | Campeonato Panamericano NAPF/FESUPO de 2009      | equipado | -67,5 kg / open   | 545 kg (222,5+130+192,5)    |         |
| 2008 | Quito          | Campeonato Sudamericano de Lev. de Potência 2008 | equipado | -67,5 kg / junior | 452,5 kg (182,5+100 +170)   |         |
| 2008 | Quito          | Campeonato Sudamericano de Lev. de Potência 2008 | equipado | -67,5 kg / open   | 452,5 kg (182,5+100 +170)   |         |
| 2007 | São Paulo      | Campeonato Panamericano de Powerlifting de 2007  | equipado | -56 kg / junior   | 410 kg (170 +80+160)        |         |
| 2007 | São Paulo      | Campeonato Panamericano de Powerlifting de 2007  | equipado | -56 kg / open     | 410 kg (170 +80+160)        |         |

Legenda:
| Recorde mundial                  | Recorde mundial (World record)              |
| Recorde sul-americano            | Recorde sul-americano (South America)       |
| Recorde dos Jogos Pan-Americanos | Recorde pan-americano (Pan-American record) |

#### Outros internacionais
- Quadro de resultados em outros internacionais.

| Ano  | Local     | Competição                     | Formato | Peso / Categoria | Marcas                   | Medalha |
| ---- | --------- | ------------------------------ | ------- | ---------------- | ------------------------ | ------- |
| 2018 | Barcelona | Arnold Classic Europe EPF 2018 | raw     | -72 kg / open    | 517,5 kg (190+127,5+200) |         |

#### Brasileiros
- Quadro de resultados em brasileiros.

| Ano  | Local            | Competição                                    | Formato  | Peso / Categoria  | Marcas                       | Medalha |
| ---- | ---------------- | --------------------------------------------- | -------- | ----------------- | ---------------------------- | ------- |
| 2021 | Rio de Janeiro   | Campeonato Brasileiro de Powerlifting de 2021 | equipado | -69 kg / open     | 635 kg (249+176+210)         |         |
| 2021 | Rio de Janeiro   | Campeonato Brasileiro de Powerlifting de 2021 | raw      | -69 kg / open     | 520,5 kg (185+130,5+205)     |         |
| 2020 | Joinville        | Campeonato Brasileiro de Powerlifting de 2020 | raw      | -72 kg / open     | 515 kg (187.5+125+202.5)     |         |
| 2019 | Santos           | Campeonato Brasileiro de Powerlifting de 2019 | raw      | -72 kg / open     | 530 kg (192.5+125+212.5)     |         |
| 2018 | Curitiba         | Campeonato Brasileiro de Powerlifting de 2018 | raw      | -72 kg / open     | 497,5 kg (182,5+127,5+187,5) |         |
| 2017 | Ribeirão Preto   | Campeonato Brasileiro de Powerlifting de 2017 | raw      | -72 kg / open     | 519 kg (187,5+126+205,5)     |         |
| 2017 | Santo André      | Campeonato Brasileiro de Powerlifting de 2017 | equipado | -72 kg / open     | 545 kg (230+165+150)         |         |
| 2016 | Curitiba         | Campeonato Brasileiro de Powerlifting de 2016 | raw      | -72 kg / open     | 520 kg (190+125+205)         |         |
| 2014 | Itu              | Campeonato Brasileiro de Powerlifting de 2014 | raw      | -72 kg / open     | 497,5 kg (182,5+120+195)     |         |
| 2012 | Itu              | Campeonato Brasileiro de Powerlifting de 2012 | equipado | -72 kg / open     | 590 kg (230+150+210)         |         |
| 2011 | São Paulo        | Campeonato Brasileiro de Powerlifting de 2011 | equipado | -72 kg / open     | 547,5 kg (205+147,5+195)     |         |
| 2010 | São Bento do Sul | Campeonato Brasileiro de Powerlifting de 2010 | equipado | -67,5 kg / open   | 530 kg (210+135+185)         |         |
| 2009 | Itu              | Campeonato Brasileiro de Powerlifting de 2009 | equipado | -67,5 kg / open   | 540 kg (215+130+195)         |         |
| 2008 | São Bento do Sul | Campeonato Brasileiro de Powerlifting de 2008 | equipado | -67,5 kg / junior | 455,0 kg (190+97,5+167,5)    |         |
| 2008 | São Bento do Sul | Campeonato Brasileiro de Powerlifting de 2008 | equipado | -67,5 kg / open   | 455,0 kg (190+97,5+167,5)    |         |
| 2007 | São Paulo        | Campeonato Brasileiro de Powerlifting de 2007 | equipado | -56 kg / junior   | 372 kg (156+67,5+148,5)      |         |
| 2006 | Cambé            | Campeonato Brasileiro de Powerlifting de 2006 | equipado | -56 kg / junior   | 310 kg (125+50+135)          |         |

Legenda:
| Recorde nacional | Recorde nacional (National record) |

### Outros resultados em competições

#### Campeã
- Campeonato Catarinense de Powerlifting : 2006, 2007, 2008,[53] 2009, 2010, 2011, 2012, 2018 e 2019.
- Campeonato Paulista de Powerlifting : 2013, 2014, 2016 e 2017.[54]
- Campeonato Brasileiro de Supino : 2009, 2010, 2011 e 2014.
- Campeonato Brasileiro de Levantamento Terra : 2012, 2013 e 2015.
- Copa Sul de Supino : 2019.[55]
- Copa Sul de Levantamento Terra : 2019.[56]
- Arnold Classic Brasil : 2013, 2017 e 2019.
- I Copa SC de Básico : 2008.[53]
- I Copa SC de Supino : 2008.[53]

#### Vice-campeã
- Campeonato Brasileiro de Levantamento Terra : 2009

## Marcas pessoais

### Melhores resultados

#### Por movimento -Raw
| Evento             | Marca    | Local        | País           | Data                   | Ref.   |
| ------------------ | -------- | ------------ | -------------- | ---------------------- | ------ |
| Agachamento        | 197,5 Kg | Killen       | Estados Unidos | 19 de junho de 2016    | [ 57 ] |
| Supino             | 132,5 Kg | Buenos Aires | Argentina      | 7 de dezembro de 2017  | [ 57 ] |
| Levantamento terra | 214,0 Kg | Piriápolis   | Uruguai        | 18 de setembro de 2019 | [ 57 ] |

#### Por movimento - Equipado
| Evento             | Marca    | Local      | País    | Data                   | Ref.   |
| ------------------ | -------- | ---------- | ------- | ---------------------- | ------ |
| Agachamento        | 255,5 Kg | Piriápolis | Uruguai | 21 de setembro de 2019 | [ 45 ] |
| Supino             | 180,5 Kg | Piriápolis | Uruguai | 21 de setembro de 2019 | [ 45 ] |
| Levantamento terra | 225,0 Kg | Piriápolis | Uruguai | 21 de setembro de 2019 | [ 45 ] |

#### Total
| Formato  | Marca    | Local      | País    | Data                   | Ref.          |
| -------- | -------- | ---------- | ------- | ---------------------- | ------------- |
| Raw      | 540,5 Kg | Piriápolis | Uruguai | 18 de setembro de 2019 | [ 25 ] [ 26 ] |
| Equipado | 661,0 Kg | Piriápolis | Uruguai | 21 de setembro de 2019 | [ 25 ] [ 26 ] |

#### Wilks
| Formato  | Marca       | Local      | País    | Data                   | Ref.   |
| -------- | ----------- | ---------- | ------- | ---------------------- | ------ |
| Raw      | 535,09 Pts. | Piriápolis | Uruguai | 18 de setembro de 2019 | [ 38 ] |
| Equipado | 658,24 Pts. | Piriápolis | Uruguai | 21 de setembro de 2019 | [ 38 ] |

Legenda:
| Recorde mundial                  | Recorde mundial (World record)              |
| Recorde sul-americano            | Recorde sul-americano (South America)       |
| Recorde dos Jogos Pan-Americanos | Recorde pan-americano (Pan-American record) |
| Recorde pessoal                  | Recorde pessoal da atleta (Personal best)   |

## Honrarias

### A Presidente
Em 17 de fevereiro de 2020 o presidente da Federação Catarinense de Levantamentos Básicos, Jonatas Maia, passa a presidência para a diretora técnica da federação, a atleta Ana Rosa Castellain.

### Sheffield2020
Em 27 de outubro de 2019 a atleta foi selecionada para participar da competição denominada Sheffield 2020 - Powerlifting Championships que será realizada no dia 29 de março de 2020 no Reino Unido. A competição reunirá as doze melhores atletas do mundo na categoria feminino que definirá a atleta campeã das campeãs, tendo um fundo de 250 mil euros de prêmio que será rateado entre os atletas vencedores das categorias feminino e masculino.

### Conselho Estadual de Esporte
Em 4 de junho de 2019 foi nomeada membro do Conselho Estadual de Esporte de Santa Catarina para o mandato 2019/2021. A Conselheira, indicada pelo Governo do Estado, tem mandato de dois anos e suas funções são consideradas de relevante serviço público.

### IPF Hall of Fame
Em 4 de novembro de 2018 foi incluída no Hall da Fama da IPF em reconhecimento aos seus resultados em competições internacionais. Ana Rosa Castellain é a 17.ª atleta do sexo feminino a receber o prêmio da International Powerlifting Federation, prêmio jamais alcançado por um latino-americano na história do Powerlifting.

### Moção de louvor
Após receber quatro medalhas de ouro no Mundial de Stavanger na Noruega, a atleta blumenauense recebeu em 04 de dezembro de 2013 moção de louvor pela Câmara Municipal de Blumenau, homenagem essa somente a personalidades de destaque.